# Városi legenda
A szóbeszéd vagy városi legenda (angol nevének – urban legend – tükörfordítása nyomán) főleg a városi közösségek történeteinek gyűjtőneve. A hihetőnek hangzó (soknak van valóságalapja), ám szokatlan, sőt néha morbid történetek főbb vonásai állandóak, de a terjedése során a szereplők, a helyszín, az időpont stb. legtöbbször cserélődnek. Számos neves újságot is megtévesztettek már az efféle történetekkel, amelyek főcímként hozták le a fiktív legendát. Napjainkban az interneten, főleg a Facebook-on terjednek el pillanatok alatt a hihető, de nem megtörtént történetek.
Néhány városi legenda nagyon régi, évtizedek alatt alakult ki, mint például annak a hölgynek az esete, akit a rendszeresen karbantartott frizurájában fészkelő pókok öltek meg. Más történetek újabbak, igazodnak a mai körülményekhez, mint például az, hogy az embereknek miután kivették a veséjüket, felkeltek, és semmit sem vettek észre az egészből.
A városi legenda a neve ellenére nem kapcsolható szorosan a városiasodáshoz. Az elnevezést azért vezették be, hogy megkülönböztessék az iparosodás előtti időkből származó történetektől.

## Eredet
Jan Harold Brunvand, angol professzor vezette be a városi legenda fogalmát az 1981-ben megjelent könyvében, a The Vanishing Hitchhiker: American Urban Legends & Their Meaningsben. Brunvand felállított két sarokpontot: először, hogy ezek a legendák, történetek, misztikumok nem tartoznak szorosan hozzá az úgynevezett primitív vagy tradicionális társadalmakhoz, másrészt, ahhoz hogy megértsük napjaink társadalmát, behatóan kell elemeznünk ezeket a városi történeteket. Brunvand azóta több hasonló témájú könyvet is kiadott. Brunvand használta először a vektor kifejezést ebben a témában, belehelyezve egy személyt vagy tudatot egy városi legendába.

## Felépítés
A legtöbb városi legenda felépítése: a történet, képpel és kitalált személyekkel. Az alaptörténet és annak elemei általában misztikusak, horrorisztikusak, félelmetesek, vagy viccesek. Néhány közülük széles körben terjedő álhit, mint például az, hogy a félévben lévő összes vizsgánkat gond nélkül teljesíthetjük az egyetemen, ha a szobatársunk öngyilkos lesz. Miután útjára indul egy ilyen legenda, szájról szájra terjedve, számos félelmetes, vicces, vagy veszélyes elemmel bővül.
Abban különbözik a pletykától, hogy az esetben szereplő személyek azonossága lényegtelen.

## Terjedés és hit
Sok városi legenda szól félelmetes bűnökről, fertőzött élelmiszerről, vagy más olyan dolgokról, amelyet sok ember igaznak vél. Többen ha elhisznek egy ilyen történetet, már úgy terjesztik a családjukban és az ismerőseik között, mint valódi veszélyt, amitől óvakodni kell.
A legendákban való hit megjelenik a veszélytelen, vicces történeteknél is. Több ilyen történet is egyszerű viccek továbbfejlesztése, melyet valaki úgy adott elő, mintha megtörtént volna vele. Kitalált történet igaz történetté alakulásának tipikus példája az, amikor valaki úgy mondja el, hogy az "egyik ismerősének az ismerőse" jelen volt, vagy vele történt meg.

## Legendakutatás
A városi történetek kutatása, megfejtése, illetve megcáfolása népszerű tudományág lett napjainkban. Számos közösség alakult önjelölt kutatókból, melyek közül az angol nyelvű snopes.com a leghíresebb, magyar nyelven pedig az Urbanlegends.hu.

## Magyar legendák
Az 1956-os forradalom idején keletkezett Köztársaság téri kazamaták mítosza egy tipikus példa. Amiről Dézsy Zoltán Pincebörtönök címmel, hamis szemtanúk segítségével készített két részes, vitatott hitelességű dokumentumfilmet és bemutatását az 1994-es választások előtti kampány időszakára időzítette a Magyar Televízió.
Ezen kívül még számos régi és új magyar vonatkozású városi legenda létezik. Széles körben ismert az a történet, miszerint Marschalkó János, a Lánchíd kőoroszlánjainak megalkotója a híd első öngyilkosa lett, miután megtudta, hogy kifelejtette a nyelveket az oroszlánok szájából.
Ugyancsak régi az a történet is, mely szerint még a rendszerváltás előtt egy részeg fiatalembert igazoltatott egy rendőrjárőr, majd miután baleset történt mellettük, és a rendőr a sebesültekhez rohant, a részeg fiatal véletlenül a rendőrautóval ment haza, majd nyugodtan álomra tért.
További groteszk példák:
- Amikor a villanyszerelő le akarta kapcsolni a biztosítékot egy apróbb javításhoz az intenzív osztályon, nem tudván a lélegeztetőgépekről.
- Amikor egy férfi/hölgy felelőtlenül játszadozott egy villanykörtével, és sebészeknek kellett azt eltávolítani (minden testnyílással kapcsolatban van sztori).
- Amikor végtagokat találtak a guberálók a kórház melletti szemetesben.